# Hans von Keler
Hans von Keler (ur. 12 listopada 1925 w Bielsku, zm. 22 września 2016 w Herrenberg) – niemiecki duchowny i teolog luterański. Biskup krajowy Wirtembergii w latach 1979-1987.

## Życiorys
Pochodził z Bielska (dziś Bielsko-Biała) na Śląsku Cieszyńskim. Tam skończył szkołę i na krótko przed końcem II wojny światowej został powołany do służby wojskowej. Wkrótce trafił do niewoli, a po zwolnieniu nie wrócił już, w obliczu zmian geopolitycznych, w rodzinne strony, lecz udał się do Stuttgartu, gdzie mieszkał przyjaciel jego brata. W 1946 rozpoczął czteroletnie studia teologiczne na uniwersytecie w Tybindze.
Po studiach pracował jako wikariusz w Stuttgarcie, a następnie od 1953 był proboszczem w miejscowości Wildenstein (dziś część Fichtenau) i potem z kolei od 1964 w Neuenstein. Jednocześnie stanął w 1957 na czele oddziału krajowego Ewangelickiego Związku Dziewcząt, a w 1969 powierzono mu kierownictwo Ewangelickiej Wspólnoty Diakonialnej w Herrenbergu.
W 1965 von Keler wybrany został na wiceprezesa 7. synodu Ewangelickiego Kościoła Krajowego w Wirtembergii. Dwa lata później został członkiem Komitetu Stałego, a w 1969 także Krajowej Rady Kościelnej. Po odejściu 17 października 1968 Oskara Klumppa ze stanowiska prezesa synodu, na jego następcę 20 stycznia 1969 wybrano Hansa von Kelera. Funkcję tę piastował do 1972, kiedy nowy, ósmy, synod wybrał Hansa Eisslera na swego prezesa. W 1976 wybrany na prałata Ulm von Keler złożył urzędy w Radzie i Komitecie.
W 1979 von Keler zdecydował się kandydować na biskupa krajowego Wirtembergii. Jego kontrkandydatami byli: Helmut Aichelin oraz jego późniejszy następca Theo Sorg. Wyboru dokonano dopiero po kilku głosowaniach, 30 lipca 1979. Funkcję sprawował przez osiem lat, dobrowolnie odchodząc na emeryturę w 1987.
Oprócz swojej działalności w kościele wirtemberskim czy jako proboszcz, pełnił też kilka stanowisk honorowych. Od 1967 należał był członkiem synodu Kościoła Ewangelickiego w Niemczech, przez pewien czas należąc do jego prezydium; w 1976 został przewodniczącym Diakonii Ewangelickiego Kościoła Krajowego w Wirtembergii; w 1979 stał się członkiem Światowej Federacji Luterańskiej, reprezentując wirtemberskich ewangelików na jej Zgromadzeniu Ogólnym w 1984 w Budapeszcie; a w latach 1988–1996 był przedstawicielem Kościoła niemieckiego ds. przesiedleń i wypędzeń.
W 1996 Hans von Keler został odznaczony Medalem za Zasługi dla Badenii-Wirtembergii. Jest też doktorem honoris causa wydziału teologii ewangelickiej Uniwersytetu Eberharda Karola w Tybindze.